# 洞沟古墓群
洞沟古墓群是位于中国吉林省集安市通沟河附近的山麓、河谷和平原的一片高句丽时期古墓群，是墓葬数量最多、分布最集中的一处高句丽墓群。现为中国第一批全国重点文物保护单位。

## 概述
公元3年，高句丽由今辽宁省的纥升骨城迁都至集安的国内城，直至公元427年迁都平壤。集安作为高句丽的政治、经济、文化、军事中心达四百余年之久。即使迁都平壤后，集安作为别都仍保持繁荣。高句丽700多年的历史在集安留下了丰富的遗迹和遗物。
洞沟平原是鸭绿江中游一处狭长的冲积平原，高句丽时期的国内城和今日集安市即坐落于此。洞沟古墓群因"通沟"清末又名"洞沟"而得名。古墓群分布范围长约35公里，南北宽2-4公里，总占地面积34.2平方公里。1966年清点时有古墓葬一万余座，大多为高句丽于公元3～7世纪留下的遗存，但也包含一些渤海时期和其他时代的墓葬，但占比例极小。墓群现划分7个墓区，自东而西为长川墓区、下解放墓区、禹山墓区、山城下墓区、万宝汀墓区、七星山墓区、麻线墓区。
墓葬大体可分为石坟和土坟两类，石坟年代较早，是高句丽人固有的埋葬方式；土坟年代稍晚，为高句丽人受汉文化影响或是在高句丽的其他民族的墓葬。石坟可分为积石墓、方坛积石墓、阶坛积石墓和阶坛石室墓等；土坟可分为封土石室墓、方坛封土石室墓和封土洞室墓。洞沟古墓群中有将军坟、太王陵、千秋墓等大型的王陵，还在30余座墓葬中发现有壁画，比如舞俑墓、三室墓、冉牟墓、长川一号墓、五盔坟四、五号墓等。

## 墓区分布
洞沟古墓群中的高句丽墓葬分区埋葬、有序排列，反映出家族葬的特点。然而洞沟古墓群目前七个墓区是以行政区划划分，虽便于文物的保护管理，但并不符合墓葬的历史背景、自然环境及当时的埋葬观念。同一墓区中可能存在着几个部族墓地，同样，同一部族的墓地可能被划分入两个墓区中。

### 长川墓区
长川墓区又名长川古墓群，位于市区东北25千米的青石镇长川村北台地上，总占地31.12公顷。2001年被中国国务院公布为第五批全国重点文物保护单位，并划归洞沟古墓群。长川古墓群在20世纪60年代末到70年代初曾遭到严重破坏。1983年5月文物普查时存有墓葬105座，2005年重新测绘时有古墓120座。著名墓葬包括——

#### 长川一号墓（JCM001）
贵族墓，列入高句丽王城、王陵及贵族墓葬世界文化遗产。

#### 长川二号墓（JCM002）
贵族墓，列入高句丽王城、王陵及贵族墓葬世界文化遗产。

#### 长川四号墓（JCM004）
贵族墓，列入高句丽王城、王陵及贵族墓葬世界文化遗产。

### 下解放墓区
下解放墓区是洞沟古墓群最东端的墓区，在龙山南麓坡地及鸭绿江右岸的台地上，总占地40.32公顷。有墓葬52座，除平地两座外大多数分布于山坡。著名墓葬包括——

#### 冉牟墓（JXM001）
贵族墓，列入高句丽王城、王陵及贵族墓葬世界文化遗产。

#### 环纹墓（JXM033）
贵族墓，列入高句丽王城、王陵及贵族墓葬世界文化遗产。

### 禹山墓区
禹山墓区是洞沟古墓群中的第一大墓区，有古墓3680座，总占地面积509.05公顷。禹山墓区的墓葬兼有封土墓和石坟墓，并有许多大型的王陵。著名墓葬包括——

#### 长寿王陵（将军坟）（JYM0001）
王陵，列入高句丽王城、王陵及贵族墓葬世界文化遗产。

#### 长寿王陵（将军坟）一号陪坟（JYM0002）
贵族墓，列入高句丽王城、王陵及贵族墓葬世界文化遗产。

#### 临江墓（JYM0043）
王陵，列入高句丽王城、王陵及贵族墓葬世界文化遗产。

#### 角觝壁画墓（JYM0457）
贵族墓，列入高句丽王城、王陵及贵族墓葬世界文化遗产。

#### 舞踊墓（JYM0458）
贵族墓，列入高句丽王城、王陵及贵族墓葬世界文化遗产。

#### 太王陵（JYM0541）
王陵，列入高句丽王城、王陵及贵族墓葬世界文化遗产。

#### JYM0992号墓
王陵，列入高句丽王城、王陵及贵族墓葬世界文化遗产。

#### 马槽墓（JYM1894）
贵族墓，列入高句丽王城、王陵及贵族墓葬世界文化遗产。

#### 散莲花墓（JYM1896）
贵族墓，列入高句丽王城、王陵及贵族墓葬世界文化遗产。

#### 五盔坟一号墓（JYM2101）
贵族墓，列入高句丽王城、王陵及贵族墓葬世界文化遗产。

#### 五盔坟二号墓（JYM2102）
贵族墓，列入高句丽王城、王陵及贵族墓葬世界文化遗产。

#### 五盔坟三号墓（JYM2103）
贵族墓，列入高句丽王城、王陵及贵族墓葬世界文化遗产。

#### 五盔坟四号墓（JYM2104）
贵族墓，列入高句丽王城、王陵及贵族墓葬世界文化遗产。

#### 五盔坟五号墓（JYM2105）
贵族墓，列入高句丽王城、王陵及贵族墓葬世界文化遗产。

#### 四盔坟一号墓（JYM2106）
贵族墓，列入高句丽王城、王陵及贵族墓葬世界文化遗产。

#### 四盔坟二号墓（JYM2107）
贵族墓，列入高句丽王城、王陵及贵族墓葬世界文化遗产。

#### 四盔坟三号墓（JYM2108）
贵族墓，列入高句丽王城、王陵及贵族墓葬世界文化遗产。

#### 四盔坟四号墓（JYM2109）
贵族墓，列入高句丽王城、王陵及贵族墓葬世界文化遗产。

#### JYM2110号墓
王陵，列入高句丽王城、王陵及贵族墓葬世界文化遗产。

#### JYM2112号墓
贵族墓，列入高句丽王城、王陵及贵族墓葬世界文化遗产。

#### 四神墓（JYM2113）
贵族墓，列入高句丽王城、王陵及贵族墓葬世界文化遗产。

#### JYM3319号墓
贵族墓，列入高句丽王城、王陵及贵族墓葬世界文化遗产。

### 山城下墓区
山城下墓区位于禹山脚下，丸都山城城下的通沟河谷两岸，有墓葬1881座，占地194.7公顷。著名墓葬包括——

#### 王字墓（JSM0332）
贵族墓，列入高句丽王城、王陵及贵族墓葬世界文化遗产。

#### 兄墓（JSM0635）
贵族墓，列入高句丽王城、王陵及贵族墓葬世界文化遗产。

#### 弟墓（JSM0636）
贵族墓，列入高句丽王城、王陵及贵族墓葬世界文化遗产。

#### 龟甲壁画墓（JSM1204）
贵族墓，列入高句丽王城、王陵及贵族墓葬世界文化遗产。

#### 折天井墓（JSM1298）
贵族墓，列入高句丽王城、王陵及贵族墓葬世界文化遗产。

### 万宝汀墓区
万宝汀墓区在丸都山城西南，七星山东麓，有古墓1638座，占地面积9917公顷。著名墓葬包括——

### 七星山墓区
七星山墓区在集安市城区以西的七星山的南坡，在通沟河入鸭绿江口西岸，有古墓1638座，占地面积99.17公顷。著名墓葬包括—— 

#### JQM0211号墓
王陵，列入高句丽王城、王陵及贵族墓葬世界文化遗产。

#### JQM0871号墓
王陵，列入高句丽王城、王陵及贵族墓葬世界文化遗产。

### 麻线墓区
麻线墓区是仅次于禹山墓区的洞沟古墓群的第二大墓区，毗邻七星山墓区，有墓葬2576座，总占地面积354.00公顷。著名墓葬包括——

#### 西大墓（JMM0500）
王陵，列入高句丽王城、王陵及贵族墓葬世界文化遗产。

#### JMM0626号墓
王陵，列入高句丽王城、王陵及贵族墓葬世界文化遗产。

#### 千秋墓（JMM1000）
王陵，列入高句丽王城、王陵及贵族墓葬世界文化遗产。

#### JMM2100号墓
王陵，列入高句丽王城、王陵及贵族墓葬世界文化遗产。

#### JMM2378号墓
王陵，列入高句丽王城、王陵及贵族墓葬世界文化遗产。

## 采石场遗址
采石场遗址位于集安市太王镇高台子村附近的山坡上。遗址内布满巨石，大都是当年开采后没来得及加工运输的石料。这里石质与太王陵、将军坟等陵墓的石材相同，应为为古墓群内王陵供应石材的采石场。该采石场也是目前唯一确认的高句丽时期的采石场。2001年被列为第五批全国重点文物保护单位。

## 现代发现与保护
洞沟古墓群作为一处重要的古代文化遗存，早在明清之际就为世人所知。清光绪年间，好太王碑及拓本流传，引起中外学者注意。国内外部分学者相继来到集安。尤其20世纪30年代，一些日本学者对洞沟古墓群少数墓葬做了调查、清理、测绘和著录，并发表了一批影响颇深的著作。
1961年，洞沟古墓群（包含好太王碑）被公布为中国第一批全国重点文物保护单位。2001年中国公布第五批全国重点文物保护单位，长川古墓群和采石场遗址被归入洞沟古墓群保护单位中。